# Gravhögarna i Mala Gruda och Velika Gruda
Gravhögarna i Mala Gruda och Velika Gruda är från kopparåldern  i Montenegro vid Dalmatiens kust. Avståndet mellan gravhögarna uppgår bara till 270 meter. Gravarna från kopparåldern är mycket rika.

## Mala Gruda
Gravhögen Mala Gruda grävdes ut under 1970-1971. Högens höjd i centrum var omkring 4 meter och diametern omkring 20 meter. Utgrävningen visade att gravsättningen hade ägt rum i slutet av tredje årtusendet eller början av andra årtusendet f.Kr. Högen har bara en central grav från tidig bronsålder, kopparåldern.

### Undersökning av Mala Gruda
Under humuslagret hade högen en konisk stensättning byggd av rundslipade flodstenar. Centralgraven hittades på ett djup av 4 meter från gravens topp. Gravens kista var orienterad  i nord-syd, och den var byggd av stora stenhällar, som hade placerats vertikalt inuti gravhögen. Gravkistan var delvis nedgrävd i den ursprungliga marken. Graven täcktes av en stor stenhäll. Dessa stora stenkistor benämns Dolmen Cists på engelska. Skelettet låg i en hopdragen position. Fem ringformade guldhängen hittades invid skallen av den avlidne. Dessa hade sannolikt varit bundna runt huvudet med ett band som en tiara. Kärl i keramik hittades vid sidan av benen av den döde, medan en yxa av silver och en gulddolk låg vid midjan. arkeologerna ansåg att den begravda i primärgraven under kopparåldern, har varit involverade i handel mellan Balkans inland och södra Italien, och troligen även andra delar av Medelhavet.

## Velika Gruda
Velika Gruda-högen är belägen söderut från Mala Gruda-högen, i riktning mot samhället Radanovići. Högens mått i tvärsnitt är 26 meter och höjden 6,30 meter över omgivningen. Velika Gruda består av två delar. Den ursprungliga hö gen var byggd av lera och var 4,50 meter hög. Den ursprungliga högen påbyggdes 1,80 meter med ett lager av  runda stenar från den närbelägna floden. Velika Gruda har flera gravar från olika epoker. Centralgraven är från kopparåldern men sedan har högen utnyttjats för järnåldersgravar och sena bronsåldersbegravningar. 

### Undersökningen av Velika Gruda
Undersökningarna av högen gjordes 1988-1990 av lokala myndigheter i samarbete med Zürichs universitet. Resultaten publicerades i två böcker 1996, se litteratur nedan. Det nyare lagret på högen upptäcktes under utgrävningens första år vara en plats för efterbegravningar i flera lager. Störda gravar med spridda ben på toppen var från tidig järnålder. De  djupare gravarna i det nya lagret tillhörde sista stadiet av bronsåldern.
Gravarna var grävda ner i högens översta lager av sand och flodstenar. Gravarnas kanter bestod av lite större stenar, men gravarna hade inga täckande hällar över sig. Flera gravar visade att de hade skett upprepade begravningar i samma grop. De tolkades som familjegravar tillhöriga en stambefolkning som bodde på platsen. Fynden i keramik och metaller från gravarna är lika andra fynd från kusttrakten vid Adriatiska havet. Storleken på den grupp av personer, som begravdes på platsen beräknades vara 28-35 personer.
Centralgraven hade gravar i två nivåer och fanns på bottnen av den centrala högen av lera. Gravrummet var byggt av stora stenhällar men saknade i detta fall täckhäll. Den övre graven var ordinär med några få bronsföremål, medan den lägre graven var rikt smyckad. Undergravens skelett låg på vänster sida. Bakom skelettets rygg hittades en ceremoniell skål med vita dekorationer. Denna keramik är typisk för Vučedolkulturen. Vid huvudets ansiktssida hittades två bronsföremål och en smal yxa. På huvudets baksida hittades åtta guldringar, varav tre var av samma slag som i Mala Gruda graven, det vill säga från den kretenska-mykenska kulturen. De återstående fem var av samma typ som har hittats på den grekiska ön Lefkas  i Joniska havet.